# Robert Daublebský ze Sternecku
Robert Daublebský (také Daudlebský, Doudlebský) ze Sternecku, německy Robert Daublebsky von Sterneck (7. února 1839 Praha – 2. listopadu 1910 Vídeň)  - rakouský a český vojenský zeměměřič, astronom, geofyzik, šlechtic, člen Královské České společnosti nauk v Praze, dopisující člen Císařské akademie věd ve Vídni (1893, Kaiserliche Akademie der Wissenschaften in Wien), čestný doktor univerzity Georga-Augusta v Göttingenu (1899) a generálmajor c. a. k. rakousko-uherské armády (1905).

## Život
Narodil se v Praze - Staré Město, v domě U modré růže čp. 403 (nyní Rytířská 403/16) v rodině JUDr. Jakuba Daublebského ze Sternecku, zemského advokáta, a jeho manželky Marie, rozené Kalinové z Jäthensteina. Pocházel z pražské větve rodu, založené budějovickým purkmistrem Františkem Daublebským ze Sternecku, jeho dědečkem. Měl osm sourozenců, z nich dosáhli vysokého postavení starší bratři Mořic, který se stal známým kartografem, c. a k. polním zbrojmistrem, velitelem válečné školy ve Vídni a od roku 1890 majitelem 35. českého pěšího pluku v Plzni, a Jindřich, který se stal c. a k. generálmajorem.
Absolvoval staroměstské Akademické gymnázium, poté studoval (1857–59) na Stavovském polytechnickém ústavu Království českého v Praze. Žák významného českého zeměměřiče profesora Karla Františka Edvarda rytíře Kořistky. Jeho spolužákem byl Dominik Zbrožek, budoucí první vedoucí katedry geodezie a sférické astronomie na c. a. k. Vysoké polytechnické škole (VPŠ) ve Lvově (nyní Národní univerzita Lvovská polytechnika). V letech 1872–1880 poslouchal přednášky z vyšší geodezie a sférické astronomie na c. a. k. VPŠ ve Vídni, kde jedním z přednášejících byl první rektor VPŠ a profesor vyšší geodezie a astronomie Josef Philipp Herr.
11. května 1859 vstoupil do rakouské armády, kde sloužil v Moravském pěším pluku č. 3 arcivévody Karla. Téhož roku se zúčastnil rakousko-italské války, zejména bitev u Magenty a Solferina. Pak sloužil ve Slezském pěším pluku č. 1 císaře Františka Josefa I. a v Královéhradeckém pěším pluku č. 18 velkoknížete Konstantina.
Od 9. prosince 1862 působil ve Vojenském zeměpisném ústavu ve Vídni (VZÚ, k.u.k. Militär-Geographischen Institut in Wien), kde pracoval v různých útvarech a funkcích. V roce 1880 převzal vedení astronomické observatoře a 12. září 1894 také vedení astronomicko-geodetické skupiny VZÚ.
V roce 1868 se oženil s Josefinou (1844–1926), rozenou Chimani. Narodili se jim dva synové. První z nich, matematik Robert Daublebský von Sterneck (1871–1928), byl profesorem na univerzitách ve Vídni, v Černovicích (německy Czernowitz, nyní Ukrajina) a ve Štýrském Hradci. Druhý, právník a lékař Oskar Daublebsky von Sterneck (1874–1965) byl pracovníkem univerzitní knihovny ve Vídni.

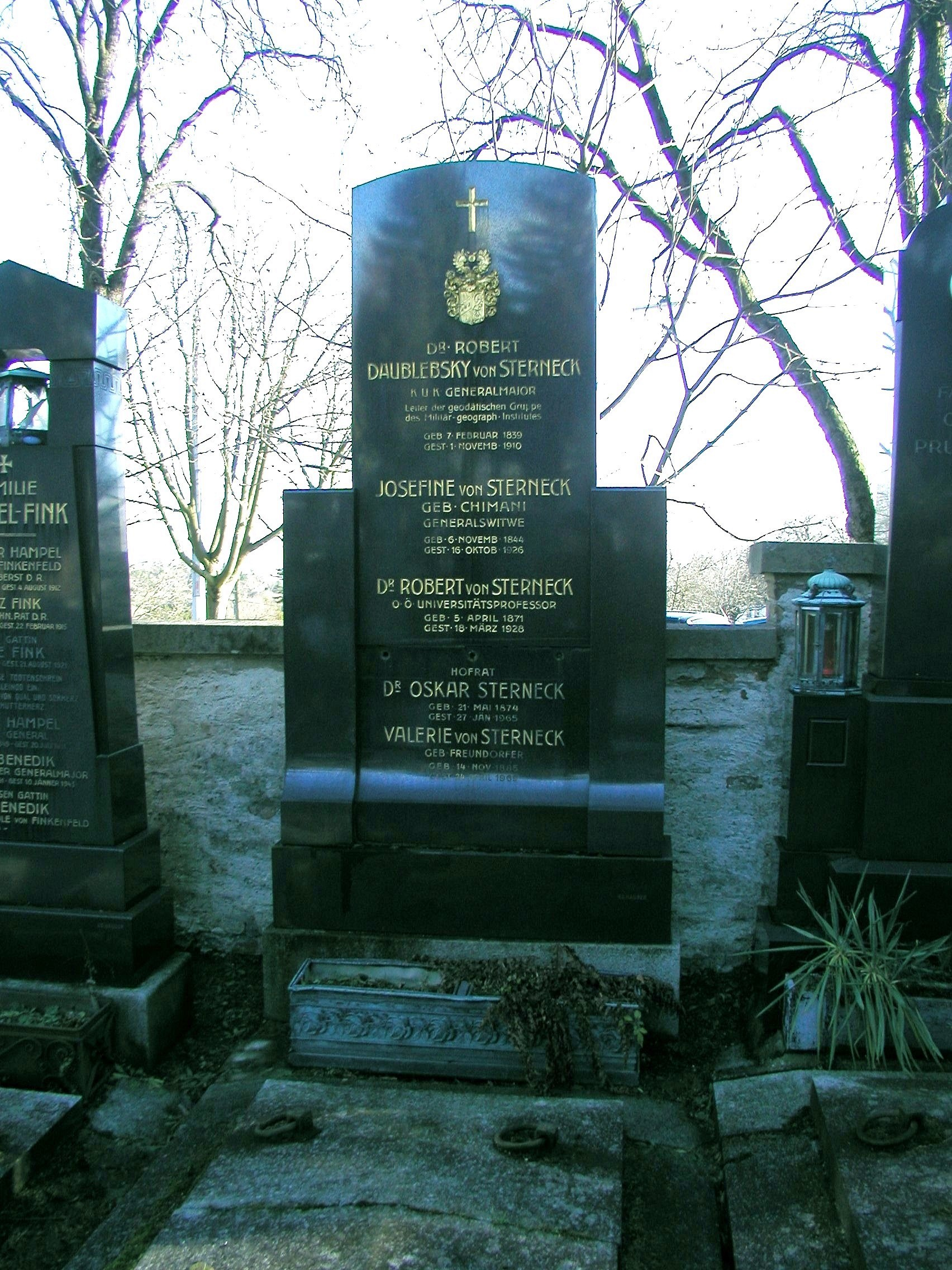
Náhrobek Roberta Daublebského ze Sternecku na hřbitově osady Neustift am Walde (dnes součást Vídně)

V letech 1882–1909 byl členem Rakouské komise pro stupňová měření (od roku 1904 – Rakouská komise pro mezinárodní měření Země), v čele které v tomto období stáli prezidenti prof. Dr. Theodor Egon Ritter von Oppolzer, prof. Dr. Michal Franciszek Ignacy Karliński a prof. Dr. Wilhelm Tinter von Marienwil. Od r. 1882 byl také plnomocným komisařem Rakouska-Uherska při mezinárodní Stálé komisi pro Evropská stupňová měření, jejímž prezidentem tehdy byl významný německý zeměměřič prof. Dr. Friedrich Robert Helmert.
11. prosince 1905 po téměř 47 letech aktivní služby ve VZÚ odešel do důchodu jako generálmajor.
Zemřel ve Vídni a byl pohřben na hřbitově osady Neustift am Walde (dnes součást Vídně).

## Odborná a vědecká činnost
V roce 1863 se zapojil do prací na evropském stupňovém měření. Zúčastnil se měření triangulace I. řádu v celém Rakousko-Uhersku (1864–1897) a vykonával také astronomická pozorování a barometrickou nivelaci v Srbsku, Bulharsku, Bosně a Hercegovině (1871–1874) a v Albánii (1886). Při astronomických pozorováních použil novou vlastní metodu pro určení zeměpisné šířky z měření zenitových vzdáleností jižní nebo severní hvězdy, která je nyní známá jako metoda Sterneckova. V letech 1875–1879 a 1901–1904 měřil na vodočtu vlastní konstrukce na molu Sartorio v Terstu (nyní Itálie). Měření sloužila k přesnějšímu určení střední hladiny Jaderského moře pro účely přesné nivelace, jakož i pro studium přílivu a odlivu. V roce 1886 řídil astronomické a triangulační práce v oblasti Lim (německy Limgebiete; území dokola řeky Lim, nyní na území států Černá Hora, Albánie, Srbsko a Bosna a Hercegovina), pak byl technickým vedoucím mechanických dílen VZÚ (1886–1889) apod. Zúčastnil se také vyměřování několika geodetických základen, zejména 25. září – 17. října 1873 – základny u Chebu (německy Eger) v Čechách s délkou 4 188, 2002 m, 28. září – 15. října 1874 základny u Radovců (německy Radautz, rumunsky Rădăuţi) v Bukovině (nyní Rumunsko) s délkou 9 860, 953 m a 13. – 28. srpna 1899 základny Chodačkiv-Nastasiv u města Ternopolu (nyní Ukrajina) s délkou 4 445, 4707 m. Byl jedním z autorů III. vojenského mapování císařství – „Františko-Josefského“ (1870–1884).
Prováděl také školení navigačních důstojníků c. a k. bitevních lodí (1885) a podílel se na přípravě cesty známého českého cestovatele, kartografa, spisovatele a středoškolského profesora Josefa Wünsche (1842–1907) do Orientu (1881).

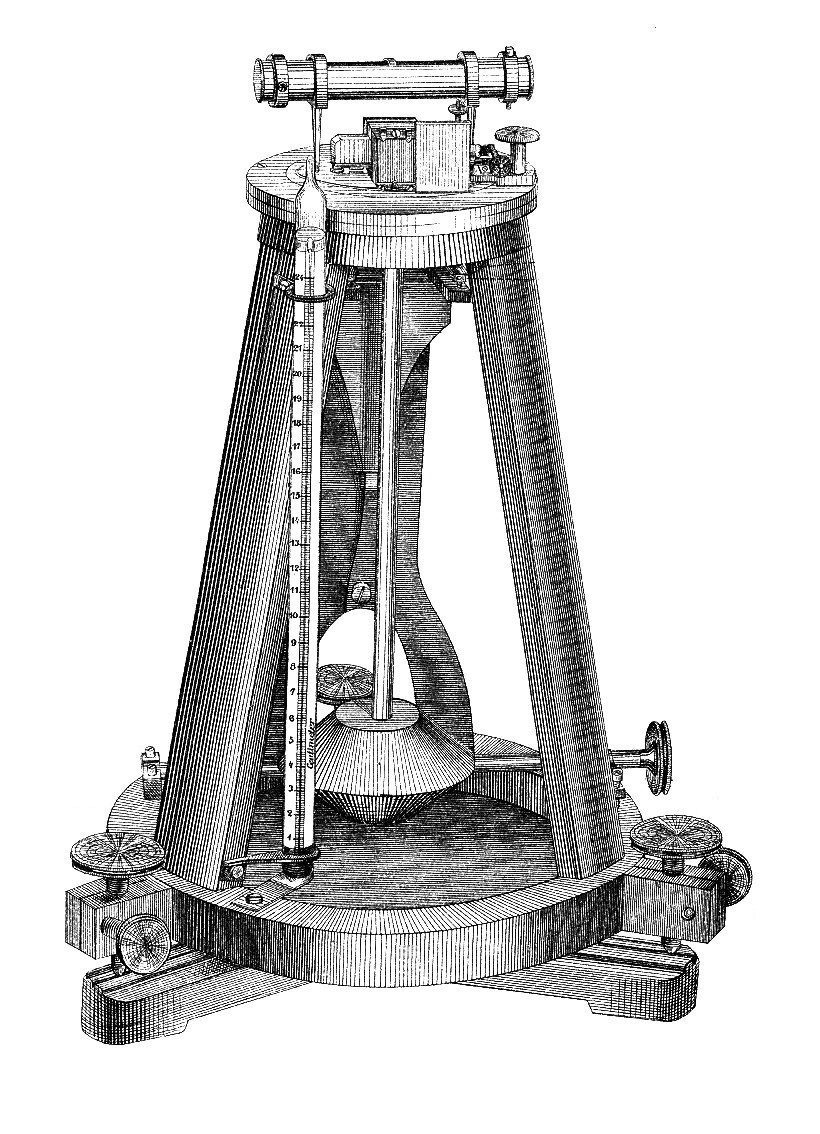
Kyvadlový přístroj konstrukce Roberta ze Sternecku (1887)

Světového jména dobyl výzkumem tíže. Již v roce 1881 zkonstruoval lehce transportabilní kyvadlový přístroj (německy Pendelapparat) s půlvteřinovým kyvadlem, který pak stále zdokonaloval. První výzkum tíže započal v letech 1882–1883 v dole Vojtěch Státních dolů na stříbro a olovo v Příbrami – Březových Horách v Čechách. Měření byla zpočátku omezena pouze na oblast Království českého, ale už v roce 1883 byla rozšířena i na další části Rakousko-Uherska (Halič, Maďarsko aj.), v důsledku čeho dosáhl v roce 1901 celkový počet určených tížnicových bodů v říši 544. Při tom, na území Čech a Moravy bylo provedeno první celoplošné měření tíže a pak sestavena první mapa intensity tíže na světě (1894). Od roku 1891 určoval tíži také v Bavorsku a horní Itálii, 1892 v Berlíně, Postupimi a Hamburku, 1893 v Paříži, Londýně (Greenwich a Richmond) a Štrasburku, 1894 na hlavní ruské hvězdárně v Pulkovu u Sankt-Petěrburgu a na univerzitní hvězdárně v Moskvě.
V roce 1892 se Sterneckův kyvadlový přístroj používal také pro měření tíže v průběhu francouzské polární expedice na lodi „Manche“ na ostrovy Jan Mayen a Špicberky v Severním ledovém oceánu a v průběhu rakousko-uherské výpravy do východní Asie na korvetě c. a k. námořnictva „Saida“.

## Publikace
Byl autorem více než 40 vědeckých knih, článků, katalogů a informaci ve zprávách VZÚ ve Vídni „Mitteilungen des k. u. k. Militär-Geographischen Institutes“ a v jiných vydáních v Rakousko-Uhersku, Německu a Čechách. Výsledky jeho práce jsou popsány také v souborné publikaci „Die Tätigkeit des k. u. k. Militärgeographischen Institutes in den Letzten 25 Jahren (1881 bis ende 1905)“ (1907). Z nich vyšla také v češtině publikace pod názvem „Seznam výšek v Čechách, jež v letech 1877 až 1879 od c. k. voj. zeměpisného ústavu trigonometricky stanoveny byly“ (1884), kterou zpracoval spolu s profesorem K. Kořistkou na základě nového III. vojenského mapování v Čechách (1877-1880).

## Ocenění
Za statečnost na válečném poli a zásluhy v odborné a vědecké činnosti obdržel 11 rakouských a zahraničních vyznamenání.
- medaile Ch. A. von Conthenia (1896)
- cena Německé akademie přírodovědců Leopoldina

### Vyznamenání
| Řád železné koruny, III. třída  | Řád železné koruny , III. třída |
| Císařský rakouský řád Leopoldův | Císařský rakouský řád Leopoldův |
| Čestný odznak Za vědu a umění   | Čestný odznak Za vědu a umění   |
| Řád pruské koruny, II. třída    | Řád pruské koruny, II. třída    |
| Řád sv. Anny, II. třída         | Řád sv. Anny, II. třída         |
| Řád italské koruny              | Řád italské koruny,             |
| Vyznamenání za umění a vědu     | Vyznamenání za umění a vědu,    |
| Řád Dannebrog                   | Řád Dannebrog,                  |
| Řád zähringenského lva          | Řád zähringenského lva,         |

a několik dalších vyznamenání a řádů